# Karin Schlemmer
Karin Schlemmer (* 17. September 1921 in Weimar; † 12. März 1981 in Stuttgart) war eine deutsche Tänzerin, Schauspielerin und Hörspielsprecherin.

## Leben
Als Tochter des Malers und Bildhauers Oskar Schlemmer und dessen Frau Helena Tutein wuchs Karin Schlemmer zunächst in Dessau auf. Berufsbedingt zog die Familie 1929 nach Breslau, 1932 nach Berlin. Nach der Kündigung Oskar Schlemmers an den Berliner Vereinigten Kunstschulen im Mai 1933 lebte die Familie in Dettighofen-Eichberg nahe der Schweizer Grenze, 1937 kam sie nach Sehringen und 1940 schließlich nach Wuppertal. Nach ihrer Schulzeit nahm Schlemmer Tanzunterricht und trat in Freiburg und Straßburg auf. In den 1940er Jahren kam sie nach Stuttgart, wo der Schauspieler und Regisseur Fred Schroer ihr schauspielerisches Talent entdeckte. 1949 trat sie ein Engagement am Staatstheater Stuttgart an, dem sie bis zu ihrem Tod angehörte.
Rollen spielte Karin Schlemmer unter anderem in Samuel Becketts Endspiel, in Frühlings Erwachen von Frank Wedekind, in Herbert Achternbuschs Ella und in Mutter Courage und ihre Kinder von Bertolt Brecht. Bekannt war sie auch für ihre Parodien auf Elvis Presley.
Daneben war Schlemmer umfangreich vor der Kamera und als Hörspielsprecherin tätig. Ihr Debüt auf dem Bildschirm hatte sie 1954, ab 1960 war sie in zahlreichen Fernsehfilmen zu sehen und in Serien wie Die seltsamen Methoden des Franz Josef Wanninger und Gesucht wird …. 1972 spielte sie in zwei Folgen von Loriots Cartoon, 1978 in der Tatort-Episode Rot – rot – tot. Im Hörfunk wirkte sie seit 1947 in über 150 Produktionen des Süddeutschen Rundfunks mit, darunter in Fis mit Obertönen und Zinngeschrei von Günter Eich und Herkules und der Stall des Augias von Friedrich Dürrenmatt.
Karin Schlemmer war bis zu dessen Tod mit dem Regisseur Erich-Fritz Brücklmeier (1907–1960), einem Bruder des Juristen und Diplomaten Eduard Brücklmeier, verheiratet. Aus einer Verbindung mit einem damals noch jungen Schauspieler entstammte ihre 1964 geborene Tochter Janine. Schlemmer starb 1981, die Trauerrede hielt ihr Schauspielkollege Wolfgang Höper.

## Filmografie (Auswahl)
- 1954: Oskar kommt mit der dritten Stadtbahn
- 1960: Die große Wut des Philipp Hotz
- 1962: Seelenwanderung
- 1962: Alle Macht der Erde
- 1965: Das Karussell
- 1966: Die seltsamen Methoden des Franz Josef Wanninger – Der Winterurlaub
- 1966: Stella
- 1966: Der Mann aus Brooklyn
- 1966: Ich war Schlemihl
- 1967: Moral
- 1967: Hochzeitsnacht
- 1967: Siedlung Arkadien
- 1969: Marija
- 1969: Leben und leben lassen
- 1970: Floup oder Der Hang zur Redlichkeit
- 1971: Eine unwürdige Existenz
- 1972: Cartoon (Episoden #6.2 und 6.4)
- 1973: Frühbesprechung – Allein in München
- 1973: Die Geschichte einer dicken Frau
- 1975: Lehmanns letzter Lenz
- 1976: Sonntag
- 1978: Tatort – Rot – rot – tot
- 1978: Gesucht wird … – Georg Butzler
- 1979: Unternehmen Rentnerkommune (2 Folgen als Ilse Appenberg)

## Hörspiele (Auswahl)
- 1947: Helden – Autor: George Bernard Shaw – Regie: Alfred Vohrer
- 1948: Viele Wege führen nach Korsika – Autorin: Helene Schmoll – Regie: Paul Land
- 1949: Der Tanz ums Geld – Autor: Stefan Zweig – Regie: Paul Land
- 1950: Hundert Kronen (Illusion) – Autor: Hans Christian Branner – Regie: Hans Joachim Koch
- 1950: Belagerungszustand – Autor: Albert Camus – Regie: Erich-Fritz Brücklmeier
- 1951: Stella – Autor: Johann Wolfgang von Goethe – Regie: Paul Hoffmann
- 1951: Fis mit Obertönen – Autor: Günter Eich – Regie: Paul Hoffmann
- 1952: Wann spricht Herz? – Autor und Regie: Hans Rothe
- 1953: Leonce und Lena – Autor: Georg Büchner – Regie: Paul Land
- 1953: Draußen – Autor und Regie: Martin Walser
- 1954: Reichsein ist alles – Autor: Ladislaus Fodor – Regie: Paul Land
- 1954: Mit dem Feuer spielen – Autor: August Strindberg – Regie: Otto Kurth
- 1954: Herkules und der Stall des Augias – Autor: Friedrich Dürrenmatt – Regie: Otto Kurth
- 1955: Peter und Elisabeth – Autor: Paul Schaaf – Regie: Paul Land
- 1956: Da Capo – Autor und Regie: Kurt Reiss
- 1956: Zinngeschrei – Autor: Günter Eich – Regie: Otto Kurth
- 1956: Bruno und der Generaldirektor – Autor und Regie: Christian Bock
- 1957: Blaubart – Autor: Wolfgang Nied – Regie: Paul Land
- 1957: Lysistrate oder Der Bettstreik der Athenerinnen – Autor: Aristophanes – Regie: Arno Assmann
- 1957: Klopstock oder Verkenne dich selbst – Autor: Arno Schmidt – Regie: Martin Walser
- 1958: Ungefasste Edelsteine – Autor: Karl Lerbs – Regie: Cläre Schimmel
- 1958: Herz als Hobby – Autorin: Helene Schmoll – Regie: Paul Land
- 1959: Die Golfstrom-Story – Autor: Heinz Friedrich – Regie: Irmfried Wilimzig
- 1961: Sodom und Gomorrha – Autor: Jean Giraudoux – Regie: Otto Kurth
- 1961: West End Story – Autor: Anthony Gilbert – Regie: Wolfgang Spier
- 1962: Ausflug nach Rheinsberg – Autor: Kurt Tucholsky – Regie: Paul Land
- 1962: Der Prozeß um des Esels Schatten – Autor: Friedrich Dürrenmatt – Regie: Otto Kurth
- 1963: Meine liebe Frau Illuna – Autor: Alf Tamin – Regie: Paul Land
- 1964: Drei schwarze Tanten – Autor: Dieter Rohkohl – Regie: Oskar Nitschke
- 1965: Die Ballade von Peckham Rye – Autorin: Muriel Spark – Regie: Christopher Holme
- 1965: Sechs Millionen achthundertzehntausend Liter Wasser pro Sekunde – Autor: Michel Butor – Regie: Heinz von Cramer
- 1966: Ländliche Werbung – Autor: George Bernard Shaw – Regie: Gerd Beermann
- 1967: Die Massage – Autorin: Monique Wittig – Regie: Heinz von Cramer
- 1970: Eine fast paradiesische Insel – Autor: Sven Holm – Regie: Oswald Döpke
- 1972: Vorstellungen – Autor: Svend Åge Madsen – Regie: Hans Bernd Müller
- 1975: Das Sankt Galler Spiel von der Kindheit Jesu – Autor: Albrecht Goes – Regie: Hanns Korngiebel
- 1978: Wenn du unter uns bist, Endre Holmes – Autor: Ivan Mandy – Regie: Raoul Wolfgang Schnell
- 1979: Paris schweigt – Autor: Albert Camus – Regie: Horst H. Vollmer